# Welkenraedt
Welkenraedt ([vəlkənʀat], Welkenrote  en való, Welkenrath en alemany, Wellekete en limburguès) és un municipi belga de la província de Lieja a la regió valona. El 2007 tenia més de 9200 habitants.

## Història[1]
Les primeres traces d'un nucli daten del 943 tot i trobar-se restes de terrissa romana més antigues. Era un poble rural.

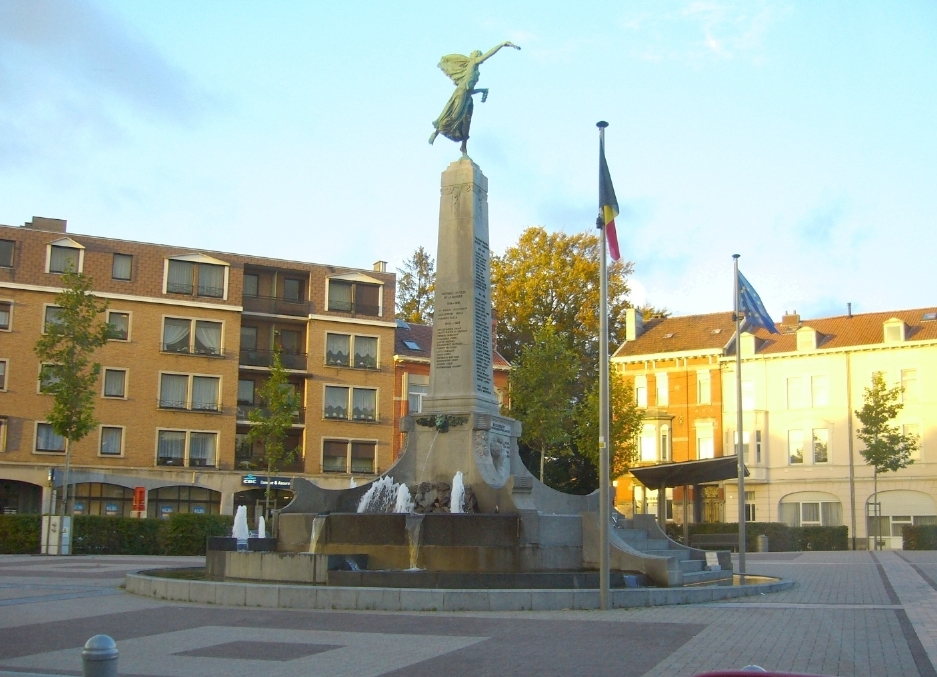
Place des Combattants

Fins a la fi de l'antic règim depenia administrativament del jutjat de Baelen, al ducat de Limburg. Tenia una capella que va esdevenir parroquial el 1730. El 1783 els tres nuclis (Welkenraedt, Herbesthal i Lançaumont/Lantzenberg comptaven amb només amb 120 contribuents. El 10 de gener de 1797, l'administració francesa va declarar Welkenraedt com a municipi independent de Baelen. El 1810, tenia 625 habitants.

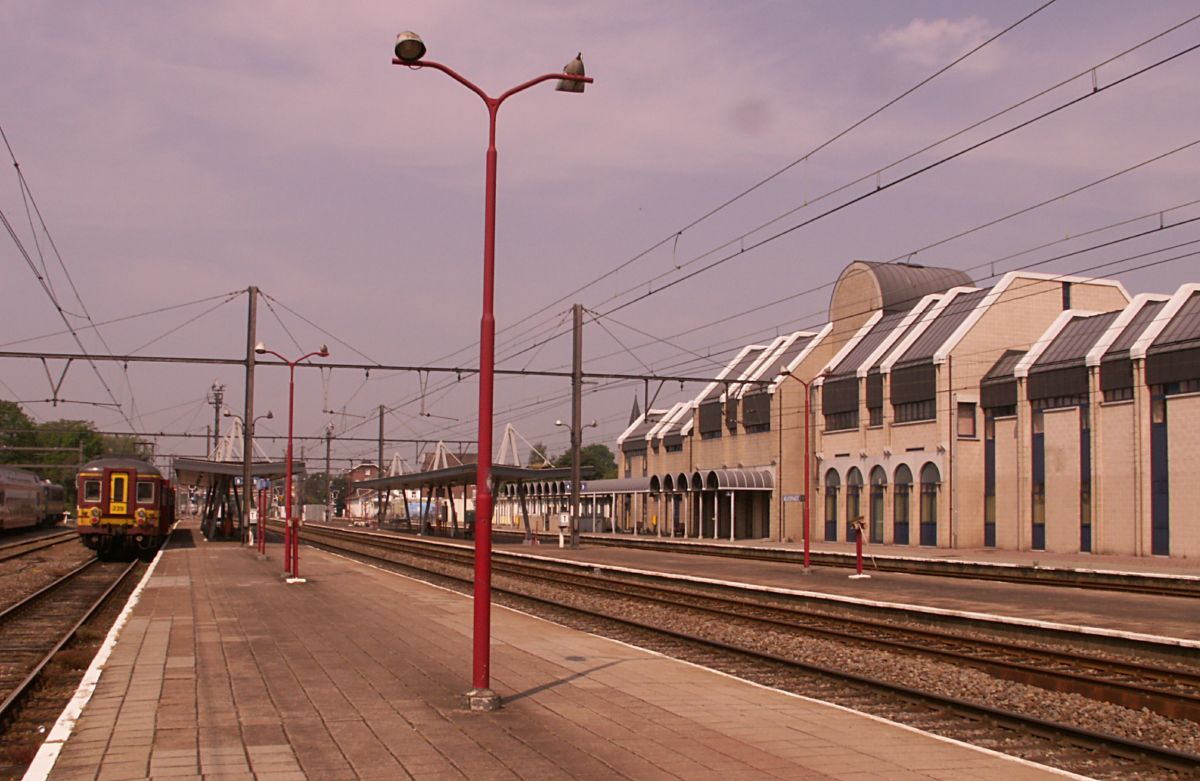
L'estació de Welkenraedt

Després del tractat de París (1815) i del tractat de les fronteres de 1816 entre el Regne Unit dels Països Baixos i Prússia, es va cedir el llogaret d'Herbesthal a Prússia i la Neutralstrasse va esdevenir frontera d'Estat.
El llogaret rural va desenvolupar-se en obrir-se la línia ferroviària 37 Lieja-Colònia el 1843, la línia 47 vers Eupen (1864) i la línia de mercaderies 37 vers Montzen. Tots els trens internacionals havien de parar-se a l'estació de Welkenraedt per a deixar entrar els duaners. La creació d'una estació internacional, d'una estació de selecció, d'un servei de reparació de locomotives i de vagons i d'un despatx de duana per a mercaderies i persones va crear una afluència de funcionaris i d'obrers i la creació de fàbriques, de la qual la més coneguda és Vieille Montagne.
Durant la Segona Guerra Mundial, Alemanya va annexionar Welkenraedt i fusionar-lo amb Herbesthal i Henri-Chapelle. Van transferir l'administració municipal a Herbesthal i tots els funcionaris belgues van haver de marxar.
En obrir-se les fronteres el 1991 i després del tractat de Maastricht i el tractat de Schengen, l'estació i la duana van perdre la seva raó de ser i l'atur va augmentar. Només s'hi paren els trens de rodalia i els tallers de reparació van tancar-se després d'una reorganització dels serveis de la companyia ferroviària belga NMBS.

## Llengua
Tot i formar part de la Comunitat Francesa de Bèlgica des de 1963, certa gent gran encara parla un dialecte fronterer germànic (ripuàric). Es troba al límit de tres llengües: el francès, el neerlandès i l'alemany. Romanen uns topònims alemanys com: Hockelbach, Auweg, Auwenhof, Kinkenweg, Dickenbusch, Hoof, Vogelsang i també neerlandesos: Heerstraat, Lekker, Straatweide. Tot i que no és cap municipi amb facilitats lingüístiques es podrien acordar facilitats per a la minoria de parla neerlandesa o alemanya, si l'ajuntament el demanés.
Com que durant el segle xix van instal·lar-s'hi molts funcionaris i personal ferroviari francòfons, i que la població en cent anys va augmentar d'uns 600 a uns 5000 habitants, el poble va afrancesar-se força. Tot i això, després de la promulgació de les lleis lingüístiques del 1963, les escoles poden demanar un règim de facilitats lingüístiques. Nogensmenys, la simpatia per les arrels lingüístiques germàniques va perdre's totalment durant les dues ocupacions alemanyes. Declarar-se francòfon va esdevenir un signe de patriotisme i de resistència per a diferenciar-se de la llengua de l'ocupant.

## Nuclis
- Welkenraedt
- Henri-Chapelle

## Llocs d'interès
- *Cementiri americà d'Henri-Chapelle Cementiri i mausoleu amb 7992 sepulcres de militars americans caiguts a la batalla de les Ardenes i a l'ofensiva de penetració d'Alemanya